# Google Cloud Print
Віртуальний принтер Google (англ. Google Cloud Print) — це технологія, яка з'єднує принтери з Інтернетом. За допомогою служби Google Cloud Print можна зробити домашні та робочі принтери користувача доступними для нього та обраних ним людей із програм, якими користувач послуговується щодня. Google Cloud Print працює на телефоні, планшетному ПК, Chromebook, персональному комп'ютері та будь-якому іншому під'єднаному до Інтернету пристрої.

## Особливості

### Інтеграція з іншими продуктами Google
Віртуальний принтер Google інтегрується з мобільними версіями Gmail і Google Docs, дозволяючи користувачам друкувати з мобільних пристроїв. Віртуальний принтер Google котирується в списку доступних принтерів в Print Preview сторінці веббраузера Google, Google Chrome версії 16 і вище.

## Історія
Google представила Cloud Print у квітні 2010 року як майбутнє рішення для друку з Chrome OS. Тоді вони зробили документ проєкту і попередній варіант вихідного коду в наявності. Віртуальний принтер Google досяг стадії бета-тестування на 25 січня 2011 року.
Додатки можуть друкувати через вебінтерфейс або API. Потім служба спрямовує роботу на принтері зареєстровано на службу. Cloud принтери (які підключаються безпосередньо до мережі і не вимагають комп'ютера для налаштувань) можуть безпосередньо підключатися до Google Cloud Print.
Друк через Google Cloud Print від Google Chrome 16 був включений. Станом на 14 грудня 2011 року Віртуальний принтер Google дозволяє користувачам спільно використовувати принтери в манері, що нагадує Google Docs.
На 23 липня 2013 року Google оновив сервіс, що дозволяє друкувати з будь-якого додатка Windows, якщо Google Cloud Print встановлений на машині. Ще одна нова функція Google Cloud Print Service, який може працювати як служби Windows, так адміністратори можуть додавати принтери для Google Cloud Print в їх бізнес.

## Безпека
Google Cloud Print дуже серйозно ставиться до безпеки файлів. Документи передаються через захищене вебз'єднання HTTPS. Щойно завдання друку завершується, документ видаляється з серверів. Окрім того, завдання друку та їхню історію можна будь-коли видалити на сторінці керування Google Cloud Print.

## Зручність
За допомогою вебдоступних принтерів можна одразу користуватися службою Google Cloud Print. Такі вебдоступні принтери самостійно реєструються безпосередньо в службі Google Cloud Print через домашню чи офісну бездротову мережу. Тому вони доступні завжди. А оскільки вони завжди під'єднані до Інтернету, вони можуть оновлювати свої драйвери та програмне забезпечення без втручання користувача. Служба Google Cloud Print працює також зі звичайними принтерами, які не підтримують цю технологію.

## Уже на Chromebook
Будь-яку відкриту на Chromebook вкладку можна роздрукувати за допомогою Google Cloud Print, натиснувши комбінацію клавіш Ctrl+P або пункт «Друк» у меню інструментів.

## Рішення для підприємств
Служба Google Cloud Print використовується в межах компанії Google для доступу до понад тисячі принтерів. Кількість принтерів можна змінювати відповідно до потреб організації. Ця служба може доповнити чи навіть замінити існуючу інфраструктуру друку. Google Cloud Print полегшує роботу як системним адміністраторам, так і користувачам.